# デビッド・コティ
デビッド・コティ（David Kotey、1950年12月7日 - ）は、ガーナ出身のプロボクサー。アクラ出身。元WBC世界フェザー級王者。サッカー仕込みのスピードのあるボクシングで2度の防衛に成功した。

## 来歴
1966年2月5日、プロデビュー。
1975年9月20日、WBC世界フェザー級王者ルーベン・オリバレスに挑戦し、判定勝ちで王座を獲得した。
1976年3月6日、地元アクラでフリッパー上原を相手に初防衛戦を行い、上原に12回KO勝ちで初防衛を果たすと同年7月16日の2度目の防衛戦で来日し、東京：後楽園ホールのリングでシゲ福山に3回KO勝ちと、日本人挑戦者に2連続KO防衛を飾る。
1976年11月6日、後の名王者ダニー・ロペスに判定で敗れ王座から陥落した。
1989年1月1日の試合を最後に引退した。